# عملية مرلين
عملية مرلين (بالإنجليزية: Operation Merlin)‏ هو الاسم الرمزي لعملية وكالة المخابرات المركزية ضد برنامج النووي الإيراني. اعتزمت وكالة المخابرات المركزية من خلال هذه العملية إیصال معلومات نووية خاطئة وخرائط معيبة للإيرانيین لتقودهم نحو طريق مسدود يصلون إليه بعد سنين من العمل الشاق غير المثمر. سارت كل الأمور وفقاً للخطة الموضوعة لکن العملية باءت بالفشل.

## الخطة
نشر جيمس رايزن محرر شؤون الأمن القومي والاستخبارات بصحفية نيويورك تايمز، الخطة ضمن كتابه الصادر 2006 الذي حمل عنوان الحرب على الإرهاب: «حالة الحرب: التاريخ السري لوكالة المخابرات المركزية وإدارة بوش». ويورد الكتاب بأن العملية السرية التي سميت مرلين والتي وافقت عليها إدارة الرئيس الأميركي آنذاك بيل كلينتون کانت لها أهداف متنوعة ومتعددة ولكن الهدف الرئيسي الأكثر أهمية فيها يتمثل في إحداث سلسلة من ردود الأفعال والتفاعلات الكهرومغناطيسية داخل شبكات إمداد الطاقة الكهربائية وشبكات البث الكهرومغناطيسي بما يترتب عليه في نهاية الأمر تعطيل شبكات الكومبيوتر العملاقة التي تزود بخدماتها الحاسوبية المواقع النووية الإيرانية وبذلك يضيع سنوات من العمل والجهد ويتأخر المشروع النووي الإيراني.
فی عام 2000 أقنعت وكالة المخابرات المركزية عالم نووي روسي منشق بتسليم معلومات نووية وتصاميم فنية معروفة باسم TBA 480، التي تلاعبت فيها المخابرات الأمريكية، للايرانيين. كانت تلك المخططات تتضمن معلومات خاطئة أملت الوكالة في أن تستعملها إيران. فقام العالم الروسي اسمه الرمزي «مرلين» بتمثيل دور عالم نووي يريد بيع التصاميم لمن يدفع أكثر. ثم ذهب إلى فيينا لعرضها على ممثل إيران في الوكالة الدولية للطاقة الذرية.

## افشاء العملية
بناءً علی كلام الصحفي فشلت عملية مرلين لأن المعلومات الزائفة التي ألحقت بالمخطط كانت واضحة جدا فاكتشفها المهندس الروس وسارع في تصحيحها ثم سلمها للإيرانيين. ولم يفعل المهندس ذلك عن سوء نية أو رغبة في تشويش العملية بل فعلها لأنه كان يأمل بهذه الطريقة انه سيزيد من ثقة الإيرانيين به وتشجيعهم على الاتصال معه. فلم تفشل السي أي ايه فحسب في منع الإيرانيين في جهودهم لتعزيز برنامجهم النووي، بل مكنتهم من وصول إلی معلومات هامة. ويعتقد رايزن فی كتابه بإن هذه العملية الفاشلة ساهمت في تسريع تطوير إيران لبرنامجها النووي وربما تكون أكبر عملية خداع في التاريخ المعاصر لسي آي أيه.

## إدانة موظف سابق في سي آي إيه
وفقا لنيوزويك أن المسؤولين تذمروا من كتاب رايزن خاصة وأن الخطة التي تحدث عنها رايزن كانت موجودة بالفعل وكان بالإمكان استعمال أساليب مماثلة لها مرة أخری. لكن هذا الكتاب يعمل على إثارة يقظة واحتراس. وصفت وزيرة الخارجية الأمريكية السابقة كوندليزا رايس في شهادتها بأن الكتاب «من أكثر المعلومات سرية».
تسلم رايزن المعلومات من مصادره التي قال بإنه لن يكشف عنها حتی لو سجن.
في يناير 2015، أدين موظف سابق في وكالة المخابرات المركزية الأمريكية، جيفري ستيرلينغ، بتهمة تسريب معلومات سرية عن العملية إلى صحفي جيمس رايزن.، وحكم عليه بالسجن لمدة 3 سنوات.